# Sofi Tukker
Sofi Tukker (zapis stylizowany: SOFI TUKKER) – amerykańskie muzyczne duo, powstałe w Nowym Jorku, składające się z Sophie Hawley-Weld oraz Tuckera Halperna.

## Dyskografia

### Albumy studyjne
| Tytuł     | Dane dot. albumu                                                                     | Najwyższe pozycje na listach | Najwyższe pozycje na listach | Najwyższe pozycje na listach | Najwyższe pozycje na listach | Najwyższe pozycje na listach | Najwyższe pozycje na listach | Najwyższe pozycje na listach |
| Tytuł     | Dane dot. albumu                                                                     | US Dance                     | US Heat.                     | BEL (FL)                     | BEL (WA)                     | CAN                          | NLD                          | NZ Heat.                     |
| --------- | ------------------------------------------------------------------------------------ | ---------------------------- | ---------------------------- | ---------------------------- | ---------------------------- | ---------------------------- | ---------------------------- | ---------------------------- |
| Treehouse | - Data: 13 kwietnia 2018 - Wytwórnia: Ultra Music - Format: CD, LP, digital download | 5                            | 6                            | 66                           | 165                          | 54                           | 126                          | 8                            |

### Mixtape'y
| Tytuł                      | Dane dot. albumu                                                 |
| -------------------------- | ---------------------------------------------------------------- |
| Animal Talk Mixtape Vol. 1 | - Data: 2016 - Wytwórnia: Wydanie niezależne - Format: Streaming |
| Animal Talk Mixtape Vol. 2 | - Data: 2018 - Wytwórnia: Wydanie niezależne - Format: Streaming |

### Minialbumy

#### Minialbumy studyjne
| Tytuł                                                   | Dane dot. albumu                                                                                 | Najwyższe pozycje na listach |
| Tytuł                                                   | Dane dot. albumu                                                                                 | US Dance                     |
| ------------------------------------------------------- | ------------------------------------------------------------------------------------------------ | ---------------------------- |
| Soft Animals                                            | - Data: 8 lipca 2016 - Wytwórnia: Wydanie niezależne - Format: CD, LP, digital download          | 14                           |
| Spotify Singles                                         | - Data: 31 października 2018 - Wytwórnia: Wydanie niezależne - Format: Streaming                 | —                            |
| Dancing on the People                                   | - Data: 20 września 2019 - Wytwórnia: Ultra Music, Sony Music - Format: CD, LP, digital download | —                            |
| „–” oznacza, że album nie był notowany na danej liście. |                                                                                                  |                              |

#### Minialbumy remiksowe
- 2017: Best Friend (The Remixes)[15]
- 2018: Batshit (The Remixes)[16]
- 2018: Everybody Needs A Kiss (Remixes)[17]
- 2018: Benadryl (The Remixes)[18]
- 2020: Dancing on the People (Remix EP)[19]

### Single

#### Jako główni artyści
| Tytuł                                                     | Rok  | Najwyższe pozycje na listach | Najwyższe pozycje na listach | Najwyższe pozycje na listach | Najwyższe pozycje na listach | Najwyższe pozycje na listach | Najwyższe pozycje na listach | Najwyższe pozycje na listach | Najwyższe pozycje na listach | Najwyższe pozycje na listach | Certyfikaty                               | Album                 |
| Tytuł                                                     | Rok  | US                           | US Dance                     | AUS                          | BEL (FL)                     | CAN                          | ITA                          | NLD                          | NZ Hot                       | SWE Heat.                    | Certyfikaty                               | Album                 |
| --------------------------------------------------------- | ---- | ---------------------------- | ---------------------------- | ---------------------------- | ---------------------------- | ---------------------------- | ---------------------------- | ---------------------------- | ---------------------------- | ---------------------------- | ----------------------------------------- | --------------------- |
| „Drinkee”                                                 | 2016 | —                            | —                            | 42                           | —                            | —                            | 43                           | —                            | —                            | —                            | - AUS: platynowa płyta                    | Soft Animals          |
| „Hey Lion”                                                | 2016 | —                            | —                            | —                            | —                            | —                            | —                            | —                            | —                            | —                            |                                           | Soft Animals          |
| „Awoo”                                                    | 2016 | —                            | —                            | —                            | —                            | —                            | —                            | —                            | —                            | —                            |                                           | Soft Animals          |
| „Matadora”                                                | 2016 | —                            | —                            | —                            | —                            | —                            | —                            | —                            | —                            | —                            |                                           | Soft Animals          |
| „Déjà Vu Affair”                                          | 2016 | —                            | —                            | —                            | —                            | —                            | —                            | —                            | —                            | —                            |                                           | Soft Animals          |
| „Johny”                                                   | 2017 | —                            | —                            | —                            | —                            | —                            | —                            | —                            | —                            | —                            |                                           | Treehouse             |
| „Greed”                                                   | 2017 | —                            | —                            | —                            | —                            | —                            | —                            | —                            | —                            | —                            |                                           | —                     |
| „Fuck They”                                               | 2017 | —                            | —                            | —                            | —                            | —                            | —                            | —                            | —                            | —                            |                                           | Treehouse             |
| „Best Friend” (gościnnie: Nervo, The Knocks i Alisa Ueno) | 2017 | 81                           | 5                            | —                            | 10                           | 61                           | —                            | —                            | —                            | —                            | - CAN: platynowa płyta - USA: złota płyta | Treehouse             |
| „Energia”                                                 | 2017 | —                            | —                            | —                            | —                            | —                            | —                            | —                            | —                            | —                            |                                           | Treehouse             |
| „Baby I'm a Queen”                                        | 2018 | —                            | —                            | —                            | —                            | —                            | —                            | —                            | —                            | —                            |                                           | Treehouse             |
| „Batshit”                                                 | 2018 | —                            | —                            | —                            | —                            | —                            | —                            | —                            | —                            | —                            | - MC: złota płyta                         | Treehouse             |
| „That's It (I'm Crazy)”                                   | 2018 | —                            | 16                           | —                            | —                            | —                            | —                            | —                            | —                            | —                            |                                           | —                     |
| „Energia (Parte 2)” (oraz Pabllo Vittar)                  | 2018 | —                            | —                            | —                            | —                            | —                            | —                            | —                            | —                            | —                            |                                           | —                     |
| „Benadryl”                                                | 2018 | —                            | —                            | —                            | —                            | —                            | —                            | —                            | —                            | —                            |                                           | Treehouse             |
| „Mi Rumba” (oraz Zhu)                                     | 2019 | —                            | —                            | —                            | —                            | —                            | —                            | —                            | —                            | —                            |                                           | Dancing on the People |
| „Fantasy”                                                 | 2019 | —                            | —                            | —                            | —                            | —                            | —                            | —                            | —                            | —                            |                                           | Dancing on the People |
| „Playa Grande” (oraz Bomba Estéreo)                       | 2019 | —                            | —                            | —                            | —                            | —                            | —                            | —                            | —                            | —                            |                                           | Dancing on the People |
| „Swing” (solo lub gościnnie: Allday)                      | 2019 | —                            | —                            | —                            | —                            | —                            | —                            | —                            | —                            | —                            |                                           | Dancing on the People |
| „Purple Hat”                                              | 2019 | —                            | 15                           | 23                           | —                            | —                            | —                            | —                            | 32                           | 9                            | - AUS: platynowa płyta - CAN: złota płyta | Dancing on the People |
| „House Arrest” (oraz Gorgon City)                         | 2020 | —                            | 21                           | —                            | —                            | —                            | —                            | 88                           | —                            | —                            |                                           | —                     |
| „Emergency” (oraz Novak, YAX.X)                           | 2020 | —                            | —                            | —                            | —                            | —                            | —                            | —                            | 34                           | —                            |                                           | —                     |
| „Spa” (oraz Icona Pop)                                    | 2020 | —                            | 30                           | —                            | —                            | —                            | —                            | —                            | —                            | —                            |                                           | —                     |
| „It Don't Matter” (oraz Alok i INNA)                      | 2021 |                              |                              |                              |                              |                              |                              |                              |                              |                              | - POL: platynowa płyta                    |                       |
| „–” oznacza, że singel nie był notowany na danej liście.  |      |                              |                              |                              |                              |                              |                              |                              |                              |                              |                                           |                       |

#### Z gościnnym udziałem
| Tytuł                                                           | Rok  | Album             |
| --------------------------------------------------------------- | ---- | ----------------- |
| „Brazilian Soul” (The Knocks gościnnie: Sofi Tukker)            | 2018 | New York Narcotic |
| „Everybody Needs A Kiss” (Benny Benassi gościnnie: Sofi Tukker) | 2018 | —                 |
| „Fashion Model Art” (Haiku Hands gościnnie: Sofi Tukker)        | 2020 | —                 |

### Remiksy
- 2016: Stray Echo –„Pavement” (Sofi Tukker Remix)[35][36]
- 2017: Local Natives – „Dark Days” (Sofi Tukker Remix)[37]
- 2017: Big Wild – „Empty Room” (Sofi Tukker Remix)[38]
- 2017: Maggie Rogers – „Alaska” (Sofi Tukker Remix)[39]
- 2018: Billie Eilish – „Copycat” (Sofi Tukker Remix)[40]
- 2018: Brandon Wardell – „Dad Hair” (Sofi Tukker Remix)[41]
- 2018: TOKiMONSTA gościnnie: Selah Sue – „I Wish I Could” (Sofi Tukker Remix)[42]
- 2018: Clean Bandit gościnnie: Demi Lovato – „Solo” (Sofi Tukker Remix)[43]
- 2018: Henri Bergmann gościnnie: Imogen Rose – „Last Dance” (Sofi Tukker Remix)[44]
- 2019: MUNA – „Number One Fan” (Sofi Tukker Remix)[45]
- 2019: Katy Perry – „Small Talk” (Sofi Tukker Remix)[46]
- 2019: Laurent Wolf gościnnie: Eric Carter – „No Stress” (Sofi Tukker Remix)[47]
- 2020: Vintage Culture, Adam K gościnnie: MKLA – „Deep Inside Of Me” (Sofi Tukker Remix)[48]
- 2020: Dillon Francis, BabyJake – „You Do You” (Sofi Tukker Remix)[49]
- 2020: Almost Monday – „Broken People” (Sofi Tukker Remix)[50]
- 2020: Alina Baraz gościnnie: Khalid – „Off the Grid” (Sofi Tukker Remix)[51]
- 2020: Trevor Hall – „More Than Love ” (Sofi Tukker Remix)[52]
- 2020: Lady Gaga – „911” (Sofi Tukker Remix)[53]

### Inne notowane utwory
| Tytuł            | Rok  | Najwyższe pozycje na listach | Najwyższe pozycje na listach | Album                    |
| Tytuł            | Rok  | US Dance                     | US Dance Dig.                | Album                    |
| ---------------- | ---- | ---------------------------- | ---------------------------- | ------------------------ |
| „Good Time Girl” | 2020 | 47                           | 10                           | Treehouse                |
| „Feeling Good”   | 2020 | 31                           | 13                           | Birds of Prey: The Album |

## Nagrody i nominacje
| Rok  | Nominowane dzieło | Nagroda                          | Kategoria                   | Rezultat  | Przyp. |
| ---- | ----------------- | -------------------------------- | --------------------------- | --------- | ------ |
| 2017 | „Drinkee”         | Grammy Awards                    | Best Dance Recording        | Nominacja | [ 56 ] |
| 2019 | Treehouse         | Grammy Awards                    | Best Dance/Electronic Album | Nominacja | [ 57 ] |
| 2019 | Treehouse         | International Dance Music Awards | Best Pop/Electronic Album   | Nominacja | [ 58 ] |